# Парижский собор (644)
Парижский собор — поместный собор, проведённый в 644 году.
В Парижском соборе, проведённом в 644 году, по замечанию Ф.-П. Гизо, приняло участие только 5 человек. Такое количество является минимальным для известных по числу участников галльских синодов. На соборе были подтверждены привилегии, дарованные епископом Парижа Ландри церкви святого Дионисия.